# Bearbeitungszentrum

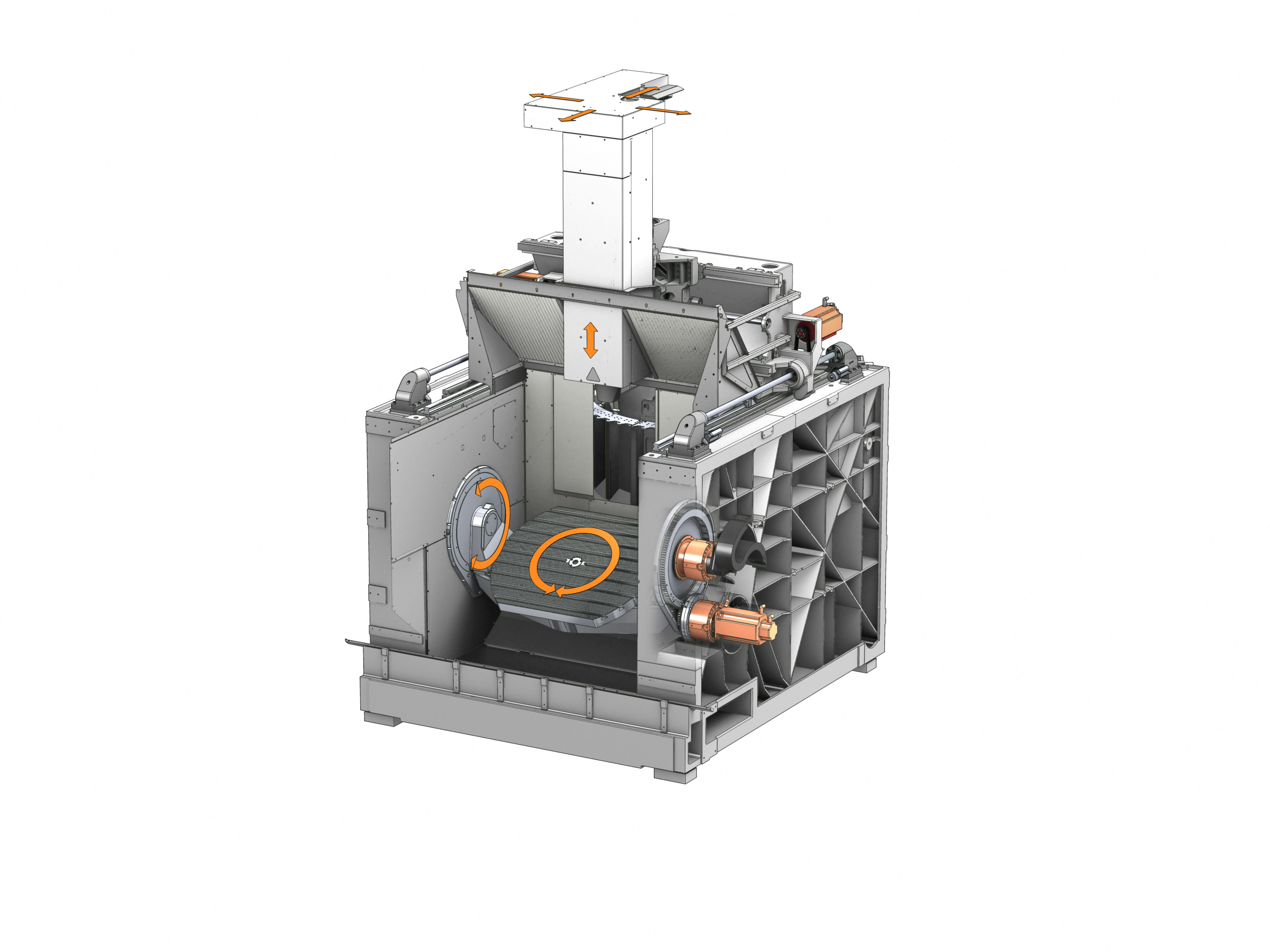
Bearbeitungszentrum mit eingezeichneten Bewegungsmöglichkeiten der Komponenten. Motoren sind rot hervorgehoben.

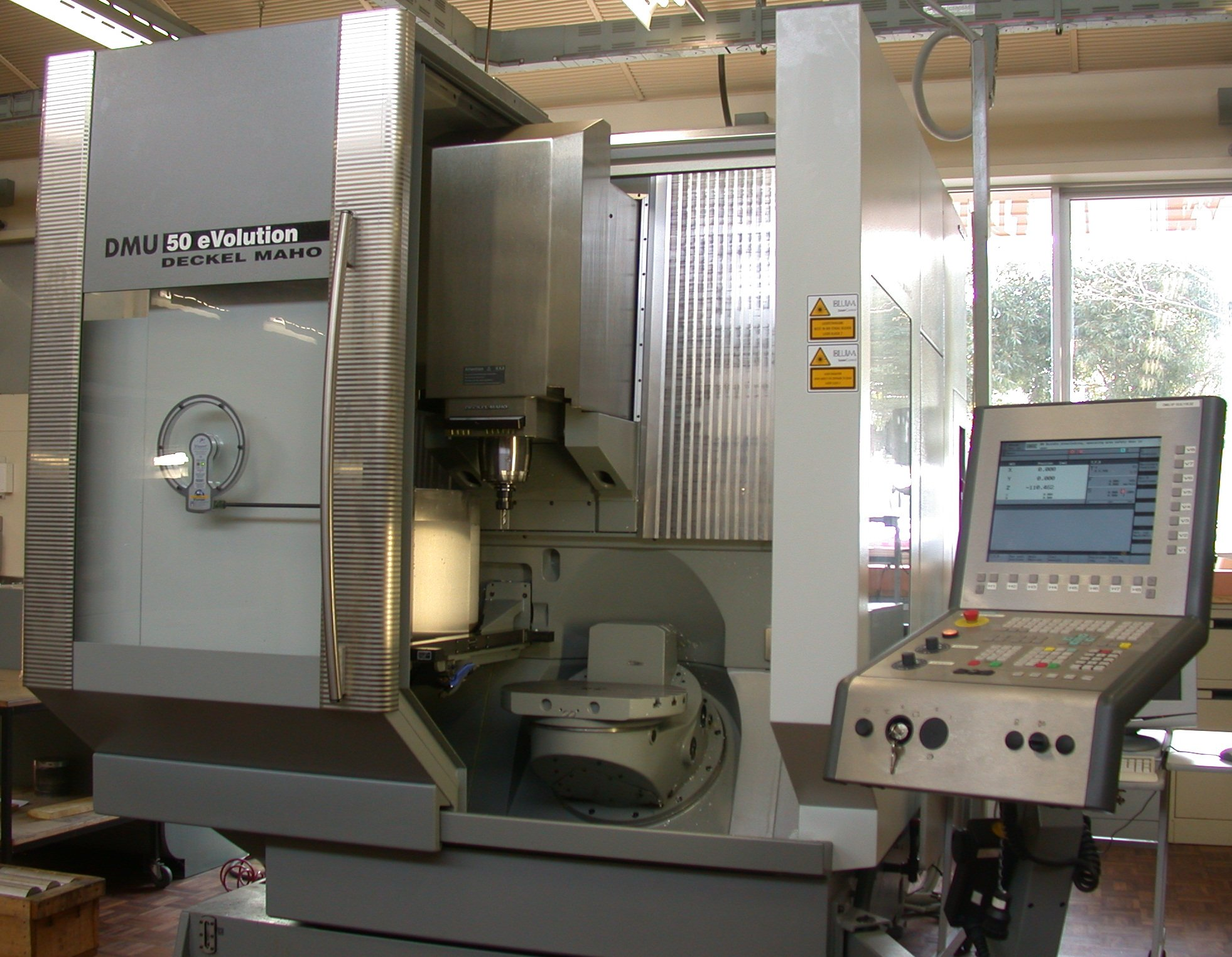
5-Achsen-Bearbeitungszentrum

Ein Bearbeitungszentrum (BAZ), auch Fertigungszentrum genannt, ist eine mehrachsige NC-fähige Werkzeugmaschine, die sich für die Komplettbearbeitung eignet, also die Funktionen von Drehmaschine, Fräsmaschine und Bohrmaschine umfasst. Außerdem verfügt sie über einen automatischen Werkzeugwechsel. Bearbeitungszentren mit zusätzlichem automatischem Werkstückwechsel werden als Flexible Fertigungszelle bezeichnet. Wenn die konstruktive Basis des Bearbeitungszentrums eine Drehmaschine ist, wird sie auch als Drehzentrum bezeichnet, mit Werkstückwechsler entsprechend als Drehzelle. Ohne bestimmte Zusätze sind Bearbeitungszentren meist auf Basis einer Fräsmaschine konstruiert. Bearbeitungszentren verfügen gegenüber Universalmaschinen und CNC-Maschinen über eine höhere Produktivität, aber eine geringere Flexibilität und eignen sich daher für die Fertigung kleiner und mittlerer Serien. Für die Großserien- und Massenproduktion werden Transferstraßen, Drehautomaten oder Rundtaktmaschinen genutzt, die produktiver, aber weniger flexibel sind als Bearbeitungszentren. Das weltweit erste NC-gesteuerte-Bearbeitungszentrum wurde 1959 durch das Reutlinger Unternehmen Burkhardt + Weber vorgestellt und verfügte über eine Lochstreifensteuerung.

## Beschreibung
Bearbeitungszentren werden nach der Baurichtung der Hauptspindel (horizontale BAZ oder vertikale BAZ) unterschieden. Ein weiteres Unterscheidungskriterium ist die Anzahl der Achsen.
Neben den BAZ mit einer Arbeitsspindel gibt es zunehmend auch mehrspindlige Bearbeitungszentren. Diese BAZ haben dann zwei, drei oder vier Spindeln. Mit einem vierspindligen BAZ werden dann entsprechend vier Werkstücke gleichzeitig bearbeitet. Diese Maschinen werden zunehmend für die Fertigung größerer Losgrößen verwendet. Werden Teile aus dem Vollen gefräst, wird das Rohmaterial in der Regel in zwei jeweils zentrisch spannende Universalspannfutter aufgenommen. Damit ergibt sich ein sehr niedriger Umrüstaufwand, da für alle Teilevarianten das gleiche Spannfutter verwendet wird. 
Komplexe, aufwendig zu bearbeitende Geometrien können heutzutage ebenfalls mehrspindlig bearbeitet werden. Die Fünf-Achs-Simultanbearbeitung auf mehrspindligen BAZ ist heute ebenfalls möglich und erprobt. Bei komplexen Gussteilen (Aluminium oder Stahl) dauert die Bearbeitung meist mehrere Minuten – oder sogar Stunden. Durch die Fertigung mit mehrspindligen BAZ lässt sich die Ausbringung bezogen auf den Flächenbedarf der Maschine also deutlich erhöhen.
Alle Vorteile der mehrspindligen Bearbeitung gegenüber der einspindligen:
- höhere Ausbringung pro m² Stellfläche
- Verringerung der Personalkosten, da weniger Maschinen installiert werden müssen
- Niedrigere „Life-Cycle Costs“
- höchste Produktivität[4]

Bearbeitungszentren können zur Erweiterung der Funktionalität mit dreh- und schwenkbaren Maschinentischen ausgerüstet sein, so dass in ihnen ein oder zwei zusätzliche Achsen zur Verfügung stehen. Auf neuesten Maschinen lassen sich auf drehbaren Tischen sogar anspruchsvolle Dreharbeiten ausführen.
Bearbeitungszentren zeichnen sich durch einen automatischen Werkzeug- und Werkstückwechsler aus.
Die Werkzeugwechselzeiten bzw. Span-zu-Span-Zeiten liegen bei modernen Bearbeitungszentren teilweise unter drei Sekunden, was die Taktzeiten erheblich verkürzt.